# Ponsan-Soubiran
 Ponsan-Soubiran  là một xã thuộc tỉnh Gers trong vùng Occitanie tây nam nước Pháp. Xã này có độ cao trung bình 239 mét trên mực nước biển.
Sông Petite Baïse chảy theo hướng bắc qua giữa thị trấn, then tạo thành một phần ranh giới phía bắc thị trấn.